# ウィークエンド (1976年の映画)
『ウィークエンド』（Death Weekend）は、1976年に公開されたウィリアム・フリュエ監督によるカナダのホラー・スリラー映画である。出演はブレンダ・ヴァッカロ、ドン・ストラウドである。この映画は低予算でカナダのオンタリオ州、クレインバーグのスタジオで撮影された。

## キャスト
| 役名        | 俳優                 | 日本語吹替                                                   |
| 役名        | 俳優                 | 日本テレビ版                                                 |
| ----------- | -------------------- | ------------------------------------------------------------ |
| ダイアン    | ブレンダ・ヴァッカロ | 寺田路恵                                                     |
| ハリー      | チャック・シャマタ   | 北村総一郎                                                   |
| スタンレー  | ドン・グランベリー   | 金内喜久夫                                                   |
| レブ        | ドン・ストラウド     | 江角英明                                                     |
| ラント      | リチャード・エアーズ | 秋元羊介                                                     |
| フランキー  | カイル・エドワーズ   | 小野丈夫                                                     |
| 不明 その他 |                      | 前沢迪雄 土師孝也 山田栄子 藤本譲 仁内建之 亀井三郎 浅井淑子 |
|             |                      |                                                              |
| 演出        | 演出                 | 松川陸                                                       |
| 翻訳        | 翻訳                 | 大野隆一                                                     |
| 効果        | 効果                 | 佐藤良介                                                     |
| 調整        | 調整                 | 遠西勝三                                                     |
| 制作        | 制作                 | 千代田プロダクション                                         |
| 解説        | 解説                 | 水野晴郎                                                     |
| 初回放送    | 初回放送             | 1979年1月31日 『水曜ロードショー』                           |